# The Face (periodico)
The Face è una rivista britannica pubblicata dal maggio 1980 al maggio 2004 da Nick Logan e rilanciata nel 2019 che si occupa di moda, musica, trend e cultura pop in generale.

## Descrizione
Data la sua grande importanza come amplificatore di fenomeni mediatici, la rivista venne definita "La Bibbia degli anni ottanta".
Molti importanti fotografi di moda come Steven Klein, David LaChapelle e Jean-Baptiste Mondino hanno lavorato per la rivista.